# حارة العلفي (المعلا)

تعديل مصدري - تعديل

حارة العلفي هي إحدى حارات حي مدرم الواقع بمديرية المعلا التابعة لمحافظة عدن، بلغ تعداد سكانها 624 نسمة حسب تعداد اليمن لعام 2004.